# آرامگاه اباذر راشکی
مقبره اباذر راشکی مربوط به سده‌های متاخر دوران‌های تاریخی پس از اسلام است و در شهرستان زهک، بخش جزینک، دهستان جزینک، ۳۲۰ متری جنوب غرب روستای قلعه نو واقع شده و این اثر در تاریخ ۲۷ اسفند ۱۳۸۷ با شمارهٔ ثبت ۲۶۵۰۵ به‌عنوان یکی از آثار ملی ایران به ثبت رسیده است. وی یک مبارز ظلم استکبار بود. ایشان به بزرگواری و دادگری بین اهالی روستای تاریخی قلعه نو معروف بودند. 